# Gluvo
Gluvo är en ort i Nordmakedonien. Den ligger i kommunen Čučer-Sandevo, i den nordvästra delen av landet, 10 kilometer norr om huvudstaden Skopje. Gluvo ligger 412 meter över havet och antalet invånare är 494.